# Fernando Miguel Miranda
Fernando Miguel Miranda (Buenos Aires, 14 de octubre de 1997) es un futbolista argentino que se desempeña como volante central en Agropecuario. Surgió de las divisiones inferiores de Club Ferro Carril Oeste de la Primera B Nacional .
Tiene el apodo de "mmostrooooo"y también de "flama" atribuido al mister..

## Trayectoria

### Ferro
Transitó todo el proceso de formación desde las juveniles hasta la primera división en la institución. El 4 de abril del 2018 firma su primer contrato profesional que lo ligará al club hasta el 30 de junio de 2019, lo firma junto con otros 4 juveniles, Lucas Ferrari, Cristian Carrizo, Matías Mariatti y Lautaro Gordillo. Promovido por el DT Jorge Cordon, el 24 de septiembre de 2018 jugó su primer partido profesional: Ferro 2-Atlético Rafaela 1. En total disputó 13 partidos sin marcar goles en un total de 943 minutos.
En el Campeonato de Primera Nacional 2019-20 ya estaba afianzado en el plantel siendo uno de los titulares, disputa 19 partidos sin marcar ningún gol en 1652 minutos.
En el Campeonato Transición de Primera Nacional 2020 disputa un total de 9 partidos tras el parate por Covid.
En el Campeonato de Primera Nacional 2021 comienza siendo una pieza clave y juega el reducido por el ascenso que termina perdiendo Ferro. En total disputó 24 partidos sin marcar goles.

### Estudiantes de Caseros
De cara al Campeonato de Primera Nacional 2022 decide salir de Ferro dado que no iba a ser tenido en cuenta por el técnico Manu Fernández. Llegó a préstamo hasta diciembre del 2022. Tras un buen campeonato se clasifica al reducido.

### Deportes La Serena
El 1 de enero de 2023 es anunciado como nuevo jugador de Deportes La Serena de la Primera B Chilena.

## Estadísticas
Actualizado al 28 de octubre de 2024

| Ferro Argentina | 2.ª           | 2018-19       | 13  | 0 | 0 | 0 | — | — | 13  | 0 | 0 |
| Ferro Argentina | 2.ª           | 2019-20       | 19  | 0 | 0 | 0 | — | — | 19  | 0 | 0 |
| Ferro Argentina | 2.ª           | 2020          | 9   | 0 | 0 | 0 | — | — | 9   | 0 | 0 |
| Ferro Argentina | 2.ª           | 2021          | 24  | 0 | 0 | 0 | — | — | 24  | 0 | 0 |
| Ferro Argentina | Total         | Total         | 65  | 0 | 0 | 0 | 0 | 0 | 65  | 0 | 0 |
| Estudiantes (C) Argentina | 2.ª           | 2022          | 27  | 0 | 0 | 0 | — | — | 27  | 0 | 0 |
| Estudiantes (C) Argentina | Total         | Total         | 27  | 0 | 0 | 0 | 0 | 0 | 27  | 0 | 0 |
| Dep. La Serena · Chile | 2.ª           | 2023          | 29  | 0 | 1 | 0 | — | — | 30  | 0 | 0 |
| Dep. La Serena · Chile | Total         | Total         | 29  | 0 | 1 | 0 | 0 | 0 | 30  | 0 | 0 |
| Estudiantes (C) Argentina | 2.ª           | 2024          | 20  | 0 | 0 | 0 | — | — | 20  | 0 | 0 |
| Estudiantes (C) Argentina | Total         | Total         | 20  | 0 | 0 | 0 | 0 | 0 | 20  | 0 | 0 |
| Total carrera | Total carrera | Total carrera | 141 | 0 | 1 | 0 | 0 | 0 | 142 | 0 | 0 |
| (1) La copa nacional se refiere a la Copa Argentina y Supercopa Argentina . (2) La copa internacional se refiere a la Copa Sudamericana, Recopa Sudamericana, Copa Libertadores y Copa Suruga Bank. |               |               |     |   |   |   |   |   |     |   |   |